# Parcel (Orło)
Parcel – kolonia wsi Orło w Polsce położona w województwie mazowieckim, w powiecie ostrowskim, w gminie Małkinia Górna.
W latach 1975–1998 kolonia położona była w województwie ostrołęckim.